# Nicole (Sängerin, 1977)

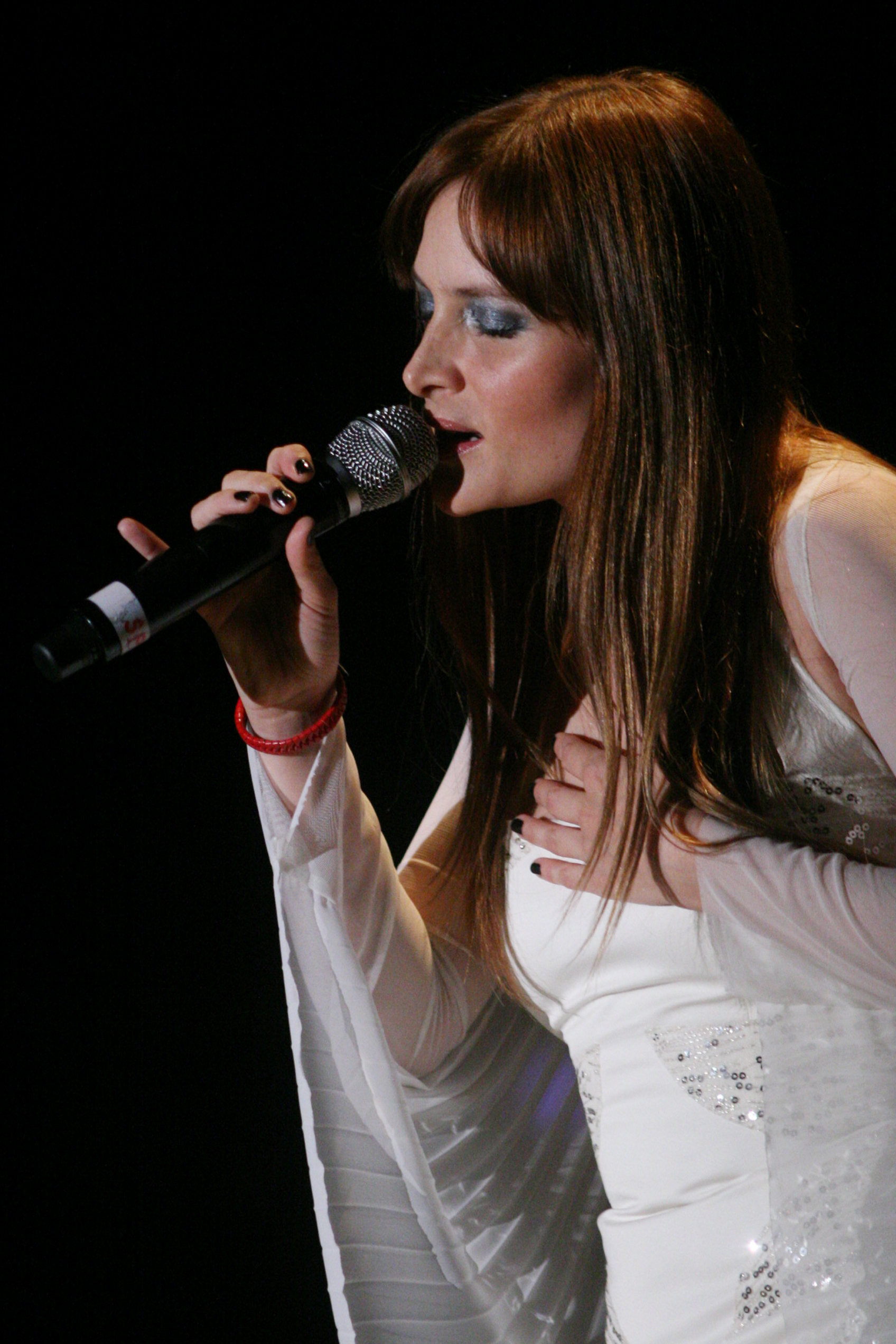
Nicole (2009)

Denisse Lillian Laval Soza (* 19. Januar 1977; bekannt als Nicole) ist eine chilenische Sängerin aus Santiago und Miami. Ihr Musikstil enthält primär Elemente aus Pop und Rock. Außerdem spielt sie Gitarre.

## Biografie
Die Karriere von Nicole begann schon im Kindesalter. Ihr erstes Album, Tal vez me estoy enamorando, erschien bereits 1989, als sie 12 Jahre alt war. Ihr zweites Album, Esperando nada, veröffentlichte sie mit 16 Jahren. Allein in Chile wurden davon 75.000 Exemplare verkauft. Mit dem Album Sueños en tránsito landete sie ihren ersten internationalen Erfolg.
Heute lebt Nicole in Miami in den Vereinigten Staaten.

## Diskografie
- 1989: Tal vez me estoy enamorando
- 1994: Esperando nada
- 1997: Sueños en tránsito
- 2002: Viaje infinito
- 2006: APT
- 2011: 20 años